# Distretti congressuali dello Utah

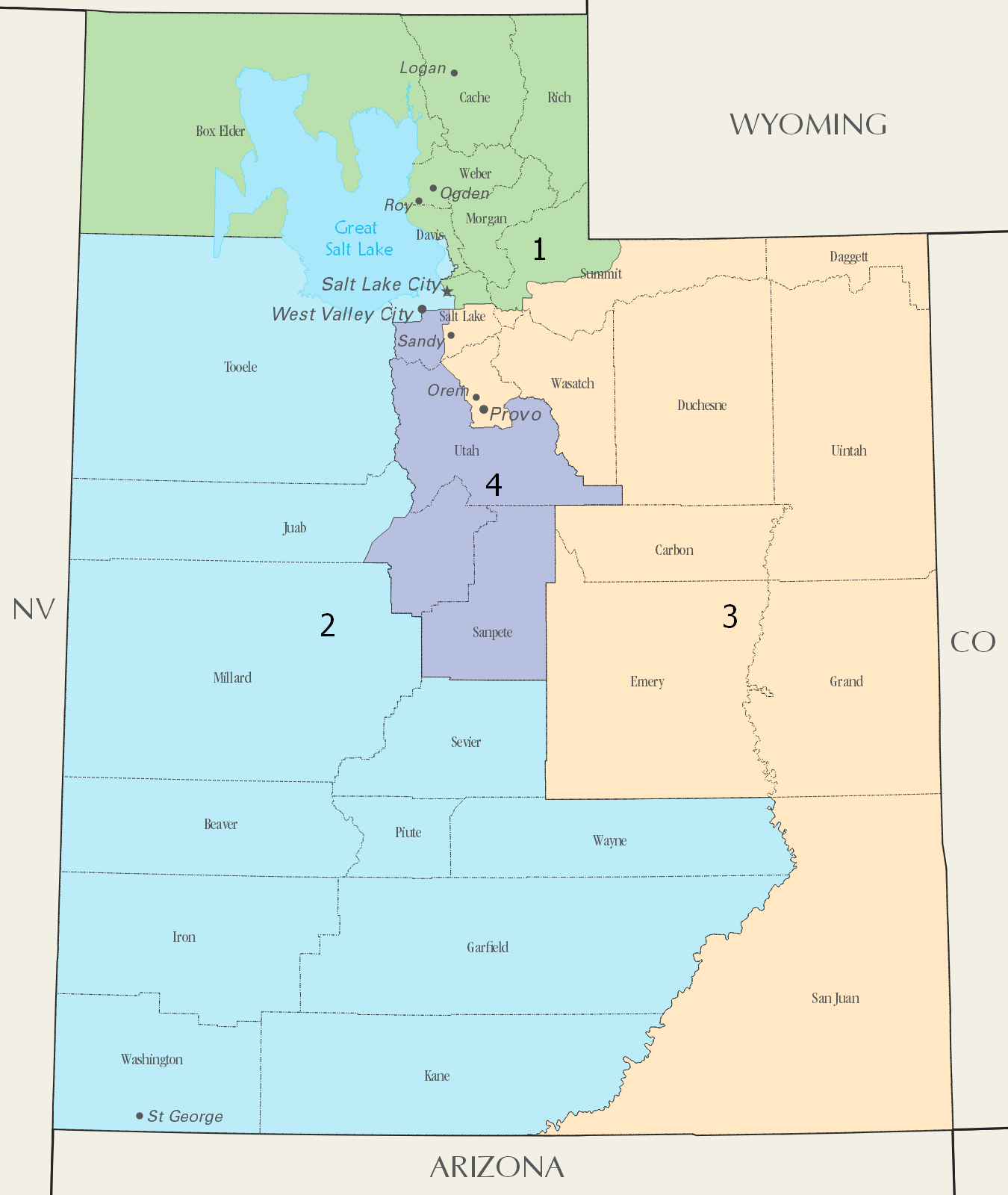
Distretti congressuali dello Utah

Lo stato dello Utah è diviso in 4 distretti congressuali, ognuno rappresentato da un delegato alla Camera dei rappresentanti degli Stati Uniti. Dopo il censimento del 2010, lo Utah ha ottenuto un nuovo seggio, il che ha portato il governatore Gary Herbert a ridisegnare una nuova mappa dei distretti.
I distretti sono tutti attualmente rappresentati al 119º Congresso degli Stati Uniti d'America da repubblicani.

## Distretti e rispettivi rappresentanti
| Distretto | Rappresentante | Partito      | CPVI | In carica dal    | Mappa del distretto |
| --------- | -------------- | ------------ | ---- | ---------------- | ------------------- |
| 1°        | Blake Moore    | Repubblicano | R+10 | 3 gennaio 2021   |                     |
| 2°        | Celeste Maloy  | Repubblicano | R+10 | 28 novembre 2023 |                     |
| 3°        | Mike Kennedy   | Repubblicano | R+10 | 3 gennaio 2025   |                     |
| 4°        | Burgess Owens  | Repubblicano | R+14 | 3 gennaio 2021   |                     |

## Cronologia delle configurazioni
Le tabelle riportano le mappe dei confini dei distretti congressuali dello stato dello Utah, presentati in maniera cronologica. Vengono mostrati tutti i cicli di modifica periodica dei distretti dal 1973 ad oggi.
| Anno      | Cartina dello stato | Dettaglio di Salt Lake City |
| --------- | ------------------- | --------------------------- |
| 1973–1982 |                     |                             |
| 1983–1992 |                     |                             |
| 1993–2002 |                     |                             |
| 2003–2013 |                     |                             |
| 2013–2023 |                     |                             |
| Dal 2023  |                     |                             |

## Distretti obsoleti
- Distretto congressuale at-large dello Utah
- Distretto congressuale at-large del Territorio dello Utah